# Vaugneray (commune déléguée)
Vaugneray est une ancienne commune française située dans le département du Rhône en région Auvergne-Rhône-Alpes.
Le 1er janvier 2015, la commune a fusionné avec la commune voisine de Saint-Laurent-de-Vaux pour créer la commune nouvelle de Vaugneray.

## Géographie
Vaugneray est une commune de l'Ouest lyonnais, située à une vingtaine de kilomètres de la capitale des Gaules, traversée par l'Yzeron, affluent du Rhône.
En effet, Vaugneray se cale confortablement contre les Monts du Lyonnais et s’ouvre sur le Grand Lyon et les Alpes. Son vaste territoire, façonné par l’agriculture, est propice à la randonnée à travers de vastes étendues boisées.
Les cols de la Luère (714 m) et de Malval (732 m) permettent des passages directs vers la vallée de la Brévenne.

### Communes limitrophes
Le val noir est le nom donné au vallon traversé par l'Yzeron et situé entre les communes d'Yzeron, Saint-Laurent-de-Vaux et Brindas. Son nom, issu de la couleur très sombre des forêts qui y sont plantées, se retrouve dans le gentilé des habitants de la commune.
L’économie repose essentiellement sur le commerce, l’artisanat et l’agriculture : élevage, viticulture, maraîchage, dont les produits se retrouvent sur les tables de la région.

## Toponymie
Vaugneray vient du francoprovençal lyonnais Vâl Nêrèt, Val Noir. Le gentilé qui en dérive confirme cette étymologie: Valnigrin.

## Histoire

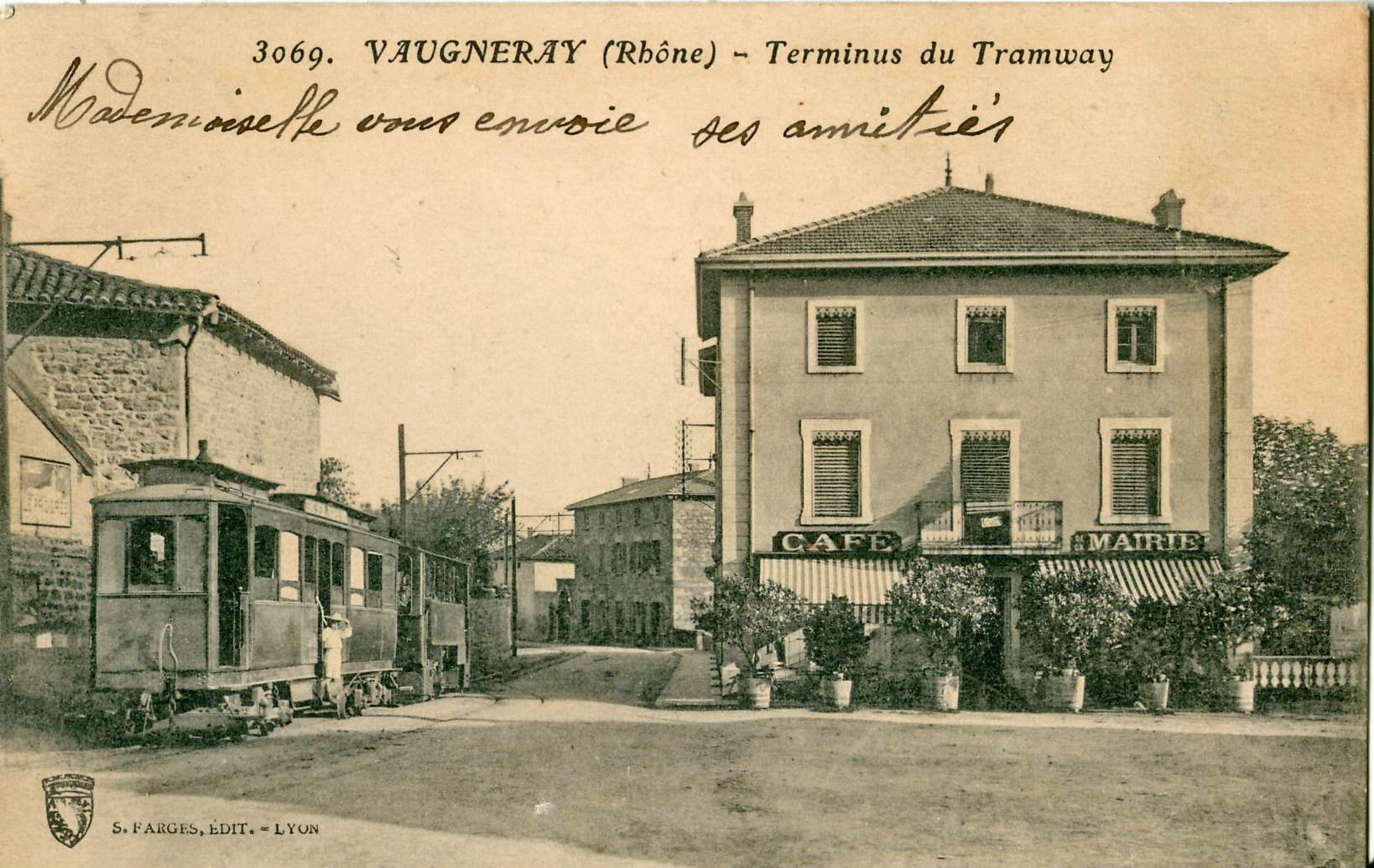
Le terminus du tramway, au tout début du XX.

La ville fut desservie, de 1886 à 1954, par le train de Vaugneray, qui la reliait à Lyon. La gare se trouvait vers Maison Blanche.

## Politique et administration

### Liste des maires
| Période                                  | Période                  | Identité         | Étiquette     | Qualité |
| ---------------------------------------- | ------------------------ | ---------------- | ------------- | ------- |
| Les données manquantes sont à compléter. |                          |                  |               |         |
| 1882                                     | 1892                     | Joseph Rambaud   | Orléaniste    |         |
| 1977                                     | 1989                     | Guy Badoil       |               |         |
| 1989                                     | 2000                     | Albert Vialatoux |               |         |
| 2000                                     | En cours (au avril 2014) | Daniel Jullien   | Divers droite |         |

### Jumelages
Vaugneray  tisse des liens d'amitié avec les villages de la commune de Berghin  (judet Alba) Roumanie, depuis 1989, par l'association intercommunale Amitié et solidarité en Ouest lyonnais.

## Démographie
L'évolution du nombre d'habitants est connue à travers les recensements de la population effectués dans la commune depuis 1793. À partir du 1er janvier 2009, les populations légales des communes sont publiées annuellement dans le cadre d'un recensement qui repose désormais sur une collecte d'information annuelle, concernant successivement tous les territoires communaux au cours d'une période de cinq ans. 
Pour les communes de moins de 10 000 habitants, une enquête de recensement portant sur toute la population est réalisée tous les cinq ans, les populations légales des années intermédiaires étant quant à elles estimées par interpolation ou extrapolation. Pour la commune, le premier recensement exhaustif entrant dans le cadre du nouveau dispositif a été réalisé en 2008,.
En 2012, la commune comptait 4 925 habitants, en évolution de +5,3 % par rapport à 2007 (Rhône : +5,46 %, France hors Mayotte : +2,49 %).
| 1793  | 1800  | 1806  | 1821  | 1831  | 1836  | 1841  | 1846  | 1851  |
| ----- | ----- | ----- | ----- | ----- | ----- | ----- | ----- | ----- |
| 1 221 | 1 548 | 1 531 | 1 578 | 1 721 | 1 971 | 1 939 | 2 128 | 2 174 |

| 1856  | 1861  | 1866  | 1872  | 1876  | 1881  | 1886  | 1891  | 1896  |
| ----- | ----- | ----- | ----- | ----- | ----- | ----- | ----- | ----- |
| 2 085 | 2 066 | 2 046 | 1 977 | 1 997 | 2 002 | 2 077 | 2 001 | 1 961 |

| 1901  | 1906  | 1911  | 1921  | 1926  | 1931  | 1936  | 1946  | 1954  |
| ----- | ----- | ----- | ----- | ----- | ----- | ----- | ----- | ----- |
| 1 940 | 1 936 | 1 980 | 1 942 | 2 029 | 2 048 | 2 123 | 2 085 | 2 118 |

| 1962  | 1968  | 1975  | 1982  | 1990  | 1999  | 2008  | 2012  | - |
| ----- | ----- | ----- | ----- | ----- | ----- | ----- | ----- | - |
| 2 211 | 2 494 | 2 893 | 3 226 | 3 553 | 4 175 | 4 740 | 4 925 | - |

## Culture locale et patrimoine

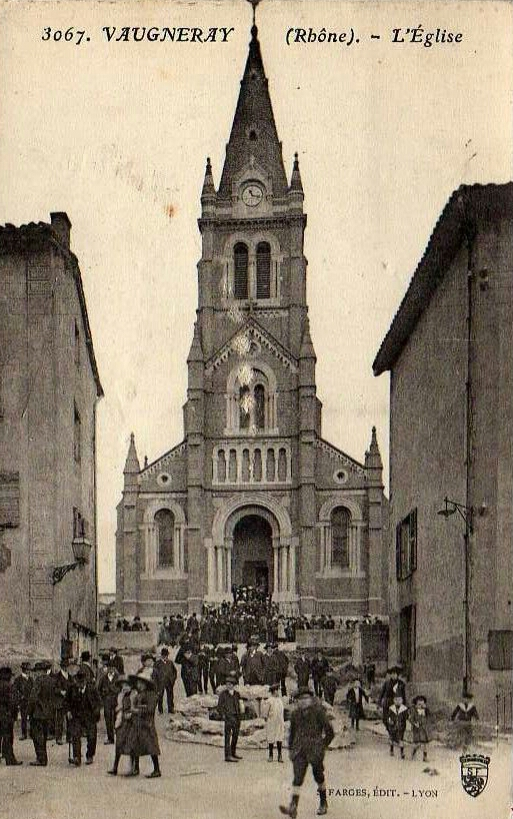
Église de Vaugneray, sortie de messe en 1905.

### Lieux et monuments

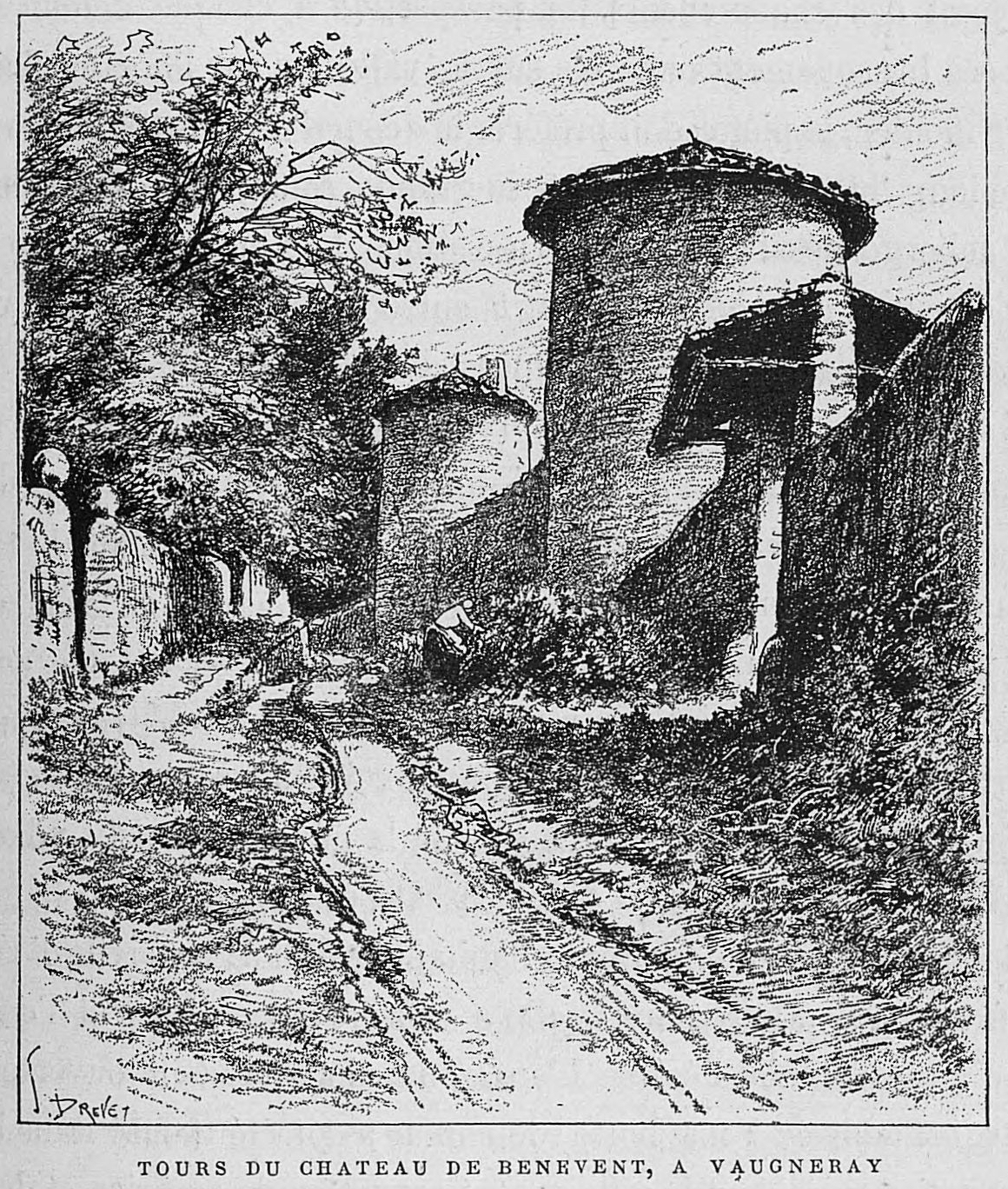
Le château de Bénévent, illustré par Joannès Drevet (1854–1940).

Vaugneray possède un patrimoine architectural lié à son passé historique : châteaux, manoirs, maisons des XVIIe et XVIIIe siècles et un habitat rural dont certains éléments remontent au Haut Moyen Âge.
Il y a deux châteaux à Vaugneray : 
- Le château de Bénévent, construit au XIVe siècle, puis modifié aux XVIe et XIXe siècles, situé non loin du centre. Il est aujourd'hui morcelé, habité par diverses familles.
- Le château d'Hoirieu, situé « Route d'Yzeron ». On y retrouve notamment des fondations du château datant des environs de 1200, avant qu'il ne soit remanié au XIXe siècle.

La commune a donné son nom à un type de roche magmatique silicatée, la vaugnérite, dont est en partie construite l'église du village.

### Culte
L'église Saint-Antoine a été construite par l'architecte Pierre Bernard entre 1862 et 1865 en granit du pays, la « vaugnerite ». Elle dépend de la paroisse Saint-Alexandre de l'Ouest lyonnais.

### Équipements culturels
Le village de Vaugneray est équipé entre autres, d'un théâtre et d'un cinéma associatif. Le village accueil tous les deux ans le festival ART'scène, le festival international des arts de la scène. Dans le cadre du festival inter'val, Vaugneray a accueilli pendant plusieurs années le festival Melting Potage, un festival antiraciste des Monts du Lyonnais.
Le théatre le Griffon est une salle de spectacles de 200 places qui a ouvert en janvier 2007 dans l’ancien cinéma associatif de Vaugneray. Une saison culturelle est proposée par la MJC mais la salle est également à disposition d’autres utilisateurs (associations, écoles, collèges, entreprises…).
Une nouvelle salle de spectacle d'une capacité de 1200 places, dénommée L'InterValle a été inaugurée en 2021 et elle a été financée par la CCVL. Elle accueille des artistes de renom.

### Personnalités liées à la commune
- Joseph Vialatoux, philosophe.
- Selon la tradition, François Ier y fit halte lors d'une chasse, et se fit héberger par un habitant au hameau de la Milonnière, sans se faire reconnaître.
- Joseph Rambaud, économiste, homme d'affaires, fondateur du journal Le Nouvelliste de Lyon
- Khaled Kelkal y fut  abattu le 29 septembre 1995 au lieudit Maison Blanche par les gendarmes de l'EPIGN.